# Коц, Аркадий Яковлевич
Аркадий (Аарон) Яковлевич Коц (псевдонимы — А. Данин, А. Бронин, А. Шатов; 3 (15) октября 1872, Одесса — 13 мая 1943, Свердловск) — русский и советский поэт и переводчик.

## Биография
Из многодетной еврейской семьи. Окончил шестиклассное училище в Одессе (1887). С 13 лет зарабатывал уроками. Рано начал писать стихи. Определяющим впечатлением детства и юности называл впоследствии одесский еврейский погром в 1881 году, «потрясший психику на всю жизнь». Окончил Горловское горное училище им. С. С. Полякова (ныне Горловский техникум ДонНТУ), обучался на средства старшего брата. После окончания служил в шахтах Донецкого и Подмосковного (Тульская губерния) угольных бассейнов. Из-за положения черты оседлости вынужден был покинуть Тульскую губернию и уехал за границу.
В 1897—1902 жил в Париже. Там же окончил горный институт, сблизился с русской революционной эмиграцией. В 1903 году вступил в РСДРП.
Вернувшись в Россию, занимался пропагандированием и агитационной работой в Мариуполе и Одессе. В 1902 году им были опубликованы два стихотворения, которые вошли в историю пролетарской поэзии и рабочего движения: «Песнь пролетариев» («Мы марсельезы гимн старинный…») и самый известный канонический перевод на русский язык «Интернационала» (до этого переводы представляли собою подстрочники с неудобоваримым текстом). Текст, опубликованный в журнале «Жизнь» (Лондон, 1902), представлял собой перевод 1-й, 2-й и 6-й строф текста Эжена Потье; в 1931 году Коц перевёл остальные строфы (полный текст его перевода был опубликован в 1937 году).
В 1907 году издательством «Наш голос» был выпущен сборник стихотворений Коца «Песни пролетариев» за подписью «Д-н»; книга — один из первых в России сборников стихов пролетарского поэта — была конфискована. Продолжая формальные традиции революционно-демократической поэзии разночинцев, Коц в ряде своих стихотворений («Майская песня», «Клятва», «Песня пролетариев») дал ранние образцы классовой пролетарской поэзии. Коцем была также переведена пьеса О. Мирбо «Дурные пастыри» и изданы несколько политических брошюр. В 1941 году был подготовлен к выпуску поэтический сборник стихов «Песни революции», книга была сдана в набор и в конце июня была намечена печать книги. Но началась война, и книга так и не увидела свет, набор был рассыпан.
«Интернационал» в версии Коца в России стал общепризнанным партийным гимном революционной социал-демократии, с начала 1918 года — гимном Советского государства, затем СССР. После утверждения нового Государственного гимна Советского Союза в 1944 году «Интернационал» стал официальным гимном Всесоюзной Коммунистической партии (большевиков), впоследствии КПСС (сейчас КПРФ и ряда других компартий).
Осенью 1941 года Коц вместе с семьёй был эвакуирован в Молотовскую область; весной 1942 года переехал в Свердловск, где и умер от рака горла. Похоронен там же на Михайловском кладбище.

## Семья
- Старший сын — Григорий Аркадьевич Коц, лауреат Сталинской (Государственной) премии СССР (1952 год) за разработку технологии извлечения из пород якутских алмазов и лауреат премии Совета Министров СССР за геолого-технологическое картирование месторождений твердых полезных ископаемых.
- Младший сын — Юрий Аркадьевич Коц, в Великую Отечественную войну погиб под Сталинградом.

## Память
- В 1973 году (к 100-летию) мемориальная доска установлена на фасаде Горловского техникума ДонНТУ (бывшее штейгерское училище), так же в музее этого учебного заведения развёрнута экспозиция, представляющая биографию А. Я. Коца.
- 4 ноября 2008 года на могиле А. Коца был восстановлен надгробный памятник, так как около 15 лет могила Коца пребывала в забвении и обнаружена была лишь в 2004 году. Тогда же в Екатеринбурге была восстановлена мемориальная доска на доме, где поэт прожил последний год жизни[3].
- В честь Аркадия Коца названа одноимённая активистская музыкальная группа[4], основанная поэтом Кириллом Медведевым и социологом Олегом Журавлевым в 2010 году и исполняющая песни на стихи революционных и левых авторов.